# Rückführbarkeit
Rückführbarkeit (englisch: traceability), auch bezeichnet als metrologische Rückführbarkeit, Rückverfolgbarkeit oder messtechnische Rückführbarkeit (siehe unten), ist ein Fachbegriff aus dem Bereich der Messtechnik und Analytischen Chemie und beschreibt eine Eigenschaft von Messergebnissen.
Laut dem Internationalen Wörterbuch der Metrologie (VIM), Definition 2.41, beschreibt der Begriff Rückführbarkeit eine Eigenschaft, durch die ein Messergebnis auf einen Standard bezogen werden kann oder in Relation zu diesem steht.
Ein rückführbarer Messwert ist durch eine ununterbrochene Kette von Vergleichsmessungen mit bekannter Messunsicherheit auf einen anerkannten Standard bezogen. Dieser Standard kann z. B. eine SI-Einheit sein. Bei jeder dieser Vergleichsmessungen wird das Ergebnis des Vergleichs niederwertiger als das dabei verwendete Normal. Es ergibt sich hierdurch eine Kalibrierhierarchie oder Rückführbarkeits-Hierarchie.
Die Rückführbarkeit ist durch mehrere wesentliche Elemente gekennzeichnet:
- eine ununterbrochene Kette von Vergleichen, die auf einen anerkannten Standard zurückgeht, gewöhnlich auf eine SI-Einheit

- definierte Messunsicherheit: die Messunsicherheit ist für jeden Schritt berechnet und angegeben, so dass die Gesamtunsicherheit berechnet werden kann

- Dokumentation: jeder Schritt (incl. Ergebnis) ist nach allgemein anerkannten Verfahren durchgeführt worden

- Kompetenz: Die Stellen, die die Messung durchführen, müssen hierfür kompetent sein, was z. B. durch ihre Akkreditierung bestätigt sein kann

- Nachkalibrierungen; Kalibrierungen müssen in einem für den Anwendungsfall angemessenen Intervall erfolgen.

Anmerkungen:

Die deutschsprachigen Ausgaben der ISO 9000:2015 benutzen für diesen Begriff die Bezeichnung Rückverfolgbarkeit (Definition 3.6.13)

Die deutschsprachigen Ausgaben der ISO 9001:2015 benutzen für diesen Begriff die Bezeichnung messtechnische Rückführbarkeit (Kapitel 7.1.5.2)